# Haratjärnen (Arvidsjaurs socken, Lappland)
Haratjärnen är en sjö i Arvidsjaurs kommun i Lappland och ingår i Piteälvens huvudavrinningsområde.